# アリュー・ファデラ
アリュー・ファデラ（Alieu Fadera, 2001年11月3日 - ）は、ガンビア・バンジュール出身のサッカー選手。セリエA・コモ1907所属。ポジションはFW。

## クラブ経歴

### FKポーロニエ
ユース時代は母国のリアル・デ・バンジュールFCで過ごし、2020年3月にスロバキアのFKポーロニエと契約。当時は大々的なCOVID-19の真っ只中だったこともあり、2019-20シーズンが中断していたため、再開された6月にプロデビューし、プロ初ゴールも記録。翌2020-21シーズンは5ゴールを決めた。

### SVズルテ・ワレヘム
2021年8月3日、SVズルテ・ワレヘムと4年契約を締結。移籍2年目の2022-23シーズンは6ゴールを決めた。

### KRCヘンク
2023年6月25日、KRCヘンクと4年契約を締結。2023-24シーズンは26試合3ゴールを記録。

### コモ1907
2024年8月14日、コモ1907と4年契約を結んだ。

## 代表経歴
2023年3月にアフリカネイションズカップ2023の予選に向けてのガンビア代表に初招集。6月11日の同予選のブルンジ戦で代表デビュー。2024年1月に開催された本大会の代表にも選出された。